# Kanton Marseille-Saint-Marcel
Kanton Marseille-Saint-Marcel (fr. Canton de Marseille-Saint-Marcel) je francouzský kanton v departementu Bouches-du-Rhône v regionu Provence-Alpes-Côte d'Azur. Tvoří ho část města Marseille a zahrnuje části městských obvodů 11 a 12.

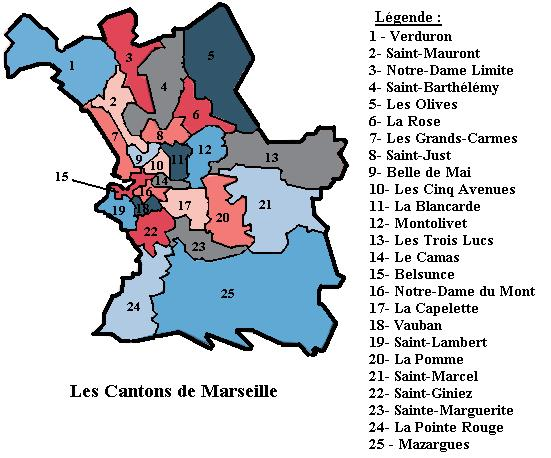
Kantony města Marseille